# 邓云锋
邓云锋（1967年7月—），男，汉族，江苏淮安人，中华人民共和国政治人物。1992年8月参加工作，1996年8月加入中国共产党。中国海洋大学水产学院渔业经济与管理专业博士研究生学历，农学博士，博士论文是《中国渔业中介组织研究》。曾任山东省教育厅党组书记、厅长，中共青岛市委副书记、统战部部长，山东省人民政府党组成员、副省长。现任中共山东省委常委、统战部部长兼省政协党组副书记。
博士研究生毕业后曾任中国科学院海洋研究所科技开发处副处长、处长，办公室主任。其仕途从青岛开始，历任青岛高新区工委副书记、管委会副主任，中共青岛市崂山区委副书记；青岛市城乡建设委员会副主任，市城市管理行政执法局局长；中共青岛市委高校工委书记，市教育局局长；青岛市政府副秘书长；中共青岛市委常委，市总工会主席等职务。
2018年1月，任中共山东省委教育工委常务副书记，省教育厅党组书记、厅长。2022年3月，转任中共青岛市委副书记、统战部部长。2023年1月，升任山东省人民政府党组成员、副省长。2025年1月，升任中共山东省委常委、统战部部长兼省政协党组副书记。